# Mezoregion Madeira-Guaporé

Mezoregion Madeira-Guaporé

Mezoregion Madeira-Guaporé – mezoregion w brazylijskim stanie Rondônia, skupia 11 gmin zgrupowanych w dwóch mikroregionach. Liczy 107.221,5 km² powierzchni.

## Mikroregiony
- Porto Velho
- Guajará-Mirim